# Ochrilidia pasquieri
Ochrilidia pasquieri är en insektsart som beskrevs av Marius Descamps 1968. Ochrilidia pasquieri ingår i släktet Ochrilidia och familjen gräshoppor. Inga underarter finns listade i Catalogue of Life.